# مسلم ملکوتی
مسلم ملکوتی (زاده ۱۵ خرداد ۱۳۰۳ در سرآب – درگذشته ۴ اردیبهشت ۱۳۹۳ تهران) از مراجع تقلید شیعه، نماینده روح الله خمینی در آذربایجان و امام جمعه تبریز بود.

## زندگی‌نامه
مسلم ملکوتی مجتهد، فقیه و مرجع تقلید شیعه در ۱۵ خرداد ۱۳۰۳ خورشیدی در خانواده‌ای مذهبی در سرآب آذربایجان شرقی به دنیا آمد. پدرش مشهدی یوسف، کشاورز بود و با علمای منطقه ارتباط داشت. وی که به آموزش علم و خواندن و نوشتن علاقه‌مند بود به مکتب‌خانه می‌رفت و فرزندش مسلم را نیز با خود به آن‌جا می‌برد.
از پنج سالگی نزد پدرش به آموختن روخوانی و حفظ قرآن پرداخت. در شش سالگی حافظ بخشی از قرآن شد، سپس نزد یکی از علمای منطقه که از منسوبانش بود به تکمیل آموخته‌های خود پرداخت و در مدتی اندک، خواندن، نوشتن و قرآن مجید را فراگرفت.
سپس برای ادامه تحصیل به شهر سرآب در چهار کیلومتری زادگاهش رفته و در آن شهر کتاب‌های متداول ادبی از قبیل مقدمات، سیوطی، شرح جامی، مغنی، مطول و مقداری از منطق و اصول فقه را نزد علمای آن زمان همچون میرزا رضا قلی، میرزا یعقوب، میرزا غلامعلی اصغری و میرزا حسین محدثی فرا گرفت.
در هفده سالگی برای ادامه تحصیل به تبریز مهاجرت کرد و در مدرسه طالبیه مشغول تحصیل شد. در تبریز به مدت چهار سال از استادان خود کتاب‌های شرح لمعه، رسائل، مکاسب و کفایه را فراگرفت. استادان او در این زمان سید مهدی انگجی، میرزا فتاح شهیدی، میرزا محمود دوزدوزانی و سید محمد بادکوبه‌ای و جمعی دیگر بودند. در طول اقامت و تحصیل مستمر در حوزه علمیه تبریز، کتاب‌هایی را که پیش‌تر خوانده بود به طلاب تدریس می‌کرد.

### مهاجرت به قم
پس از به پایان رساندن دوره سطح در حوزه علمیه تبریز، در سال ۱۳۲۱ برای ادامه تحصیل، به حوزه علمیه قم رفت؛ و در آنجا در درس فقه و اصول ، فیض، سید محمد حجت کوه کمری حاضر شد.
او همچنین از شاگردان سید روح‌الله خمینی بود و در حوزهٔ درس علوم عقلی وی حضور داشت و تا آخرین سال‌هایی که فلسفه تدریس می‌کرد جزء شرکت‌کنندگان در درس‌های او بود. زمانی که روح‌الله خمینی تدریس خارج را شروع کرد، ملکوتی از درس وی استفاده کرد.
پس از نقل مکان کردن سید حسین طباطبایی بروجردی به قم، ملکوتی تا زمان مهاجرت به نجف در دروس او نیز شرکت می‌کرد.
ملکوتی در علم فلسفه از میرزا مهدی مازندرانی، ابوالقاسم اصفهانی، میرزا مهدی آشتیانی و سید محمدحسین طباطبایی و خمینی استفاده کرد و قسمت الهیات شرح منظومه را به‌طور خصوصی نزد سید محمدحسین طباطبائی خواند.
ملکوتی در یک دوره یک ساله به همراه دوستانش، همچون میرزاعلی احمدی میانجی، موسوی اردبیلی، و حقی سرآبی به مشهد رفت و در مدرسه خیرات خان سکونت گزید. در این حوزه در درس فقه و معارف دینی استادانی چون سید یونس اردبیلی و میرزا مهدی غروی اصفهانی شرکت جست و نزد محمد رضا کرباسی، ریاضیات و هیئت را آموخت. بخشی از شرح اشارات را نیز نزد سیف الله ایسی میانجی فرا گرفت و آنگاه دوباره به قم بازگشت.
ملکوتی در کنار تحصیلات همیشه به تربیت طلبه‌ها در علوم دینی مختلف مشغول بود و قبل از رفتن به نجف در حوزه علمیه قم از استادان فلسفه، کلام، فقه و اصول به شمار می‌آمد.

### سفر به نجف و تدریس
ملکوتی در سال ۱۳۳۴ برای تکمیل درس، عازم نجف شد و به مدت دوازده سال در درس‌های خارج فقه و اصول سید محسن حکیم، سید عبدالهادی شیرازی، سید محمود شاهرودی، سید ابوالقاسم خویی و حسین حلی حاضر شد. در این مدت یک دوره کامل درس اصول سید ابوالقاسم خویی را به رشته تحریر درآورد. او پس از سه دهه تحصیل و تحقیق در علوم مختلف حوزوی و علوم غریبه، به اجتهاد رسید و از استادان مشهوری همچون حجت، سید عبدالهادی شیرازی، حکیم و خویی، اجازه اجتهاد دریافت کرد.
ملکوتی از همان دوران ابتدایی تحصیل در سرآب و تبریز، به تدریس اهتمام داشت و در طول تدریس در حوزه‌های علمیۀ سرآب، تبریز، قم، مشهد و نجف، طلاب و روحانیون بسیاری را تعلیم نمود. ملکوتی در دهه ۱۳۳۰، در حوزه علمیه قم، از استادان سطوح عالی به شمار می‌آمد و علاوه بر کتاب‌های رسائل، مکاسب و کفایه، کتاب شفای بوعلی را در قم برای طلاب تدریس می‌کرد. پس از نقل مکان کردن به نجف و اصرار علما و طلاب به تدریس، وی در حوزه نجف، در مقبره میرزای شیرازی به تدریس رسائل، مکاسب، کفایه، شرح اشارات، شرح منظومه، اسفار، ریاضیات و علم هیئت پرداخت.

ملکوتی بر کتاب‌های اسفار، منظومه سبزواری و شفای بوعلی حاشیه نگاشت و تدریس فلسفه می‌کرد و این در حالی بود که در اثر مخالفت برخی محافل، تدریس فلسفه در این حوزه ممنوع بود و کرسی درس فلسفه صدرای بادکوبه‌ای و میرزا باقر زنجانی منتهی به تعطیلی و انزواء شده بود. لیکن اصرار ملکوتی از یک سو و حمایت برخی از مراجع تقلید از وی از سوی دیگر، ملکوتی را به ادامه مسیر امیدوار ساخت. او موفق شد تا آخرین روز اقامت خود در آن حوزه، علاوه بر فقه و اصول همچنان به تدریس فلسفه ادامه دهد.

### بازگشت به قم
ملکوتی در سال ۱۳۴۷ برای دیدار با بستگان و دوستان و با نیت بازگشت به نجف به ایران آمد. کمی پس از ورود به ایران روابط دولت‌های ایران و عراق تیره شد و دولت عراق، اقدام به اخراج ایرانیان کرده و دیگر امکان بازگشت او به نجف نبود. این در حالی بود که کتابخانه و نوشته‌های علمی‌اش در نجف مانده بود. برای همین تصمیم گرفت در شهر قم اقامت کند. سرانجام پس از یک سال با پی‌گیرهای بسیار شاگردان پاکستانی‌اش، توانست کتابخانه را به قم انتقال دهد که در این نقل و انتقال، بعضی از کتاب‌های خطی و نفیس و یادداشت‌ها و تقریرات او خسارت اساسی دید.

ملکوتی در حوزه علمیه قم به تدریس خارج فقه و اصول اقدام کرد. وی علاوه بر فقه، اصول، فلسفه، حدیث، رجال، درایه که از علوم رایج در حوزه‌های علمیه به شمار می‌آید و نیز در رشته‌هایی همچون ریاضیات، هیئت، تاریخ اسلام و تاریخ گذشته و معاصر ایران نیز کار کرده و صاحب نظر بود.

### فعالیت‌های اجتماعی و سیاسی
با توجه به این که ملکوتی از دهه ۱۳۳۰ در نجف اقامت داشت، ناگزیر مسائل انقلاب را در نجف دنبال می‌کرد. هنگامی که خمینی در سال۱۳۴۲ به نجف تبعید شد، وی جزو اوّلین کسانی بود که در منطقه خان نُصف (الحیدریه)، مکانی در میان کربلا و نجف، به استقبال خمینی رفت و وقتی اکثر علمای مقیم نجف جهت دیدار او به صف ایستاده بودند، چون خمینی با وی مواجه شد از شاگردش احوال پرسی کرد و بعد برای بازدید، به منزلش آمد. از آن پس، دوباره ارتباط استادی و شاگردی همچنان در میان آن دو استمرار یافت تا این که آیت الله ملکوتی در سال ۱۳۴۷ به ایران آمد.

ملکوتی در فعالیت‌های تبلیغی و اجتماعی خود، از همفکران و دنباله روان خمینی بود و به عنوان عضو جامعه مدرسین حوزه علمیه قم در عرصه‌های مختلف انقلاب حضور داشت و در اکثر اعلامیه‌هایی که جامعه مدرسین صادر می‌کرد امضاکننده بود. در بیانیه معروف و موصوف به بیانیه خلع محمدرضا شاه از سلطنت امضای ملکوتی اولین امضا در این بیانه‌است.
ملکوتی هم چنین از امضاکنندگان بیانه‌های مرتبط با قیام ۲۹ بهمن مردم تبریز، حوادث شهر یزد، اعتراض به حمله نیروهای شاه به منازل مراجع، حادثه ۱۹ اردیبهشت قم، تحریم جشن نیمه شعبان، حوادث ۱۷ شهریور، پشتیبانی از اعتصاب کارکنان شرکت نفت، حمایت از استادان دانشگاه‌ها و اعتراض به روی کار آمدن شاهپور بختیار بود.

پس از پیروزی انقلاب ایران (۱۳۵۷)، ملکوتی با حکم کتبی خمینی برای حل اختلافات شهرستان زنجان مأموریت یافت. یک بار نیز به همین منظور به استان آذربایجان شرقی و تبریز اعزام شد و این مأموریت را انجام داد.

### نمایندگی روح الله خمینی در آذربایجان و امامت جمعه در تبریز
سید روح‌الله خمینی در تاریخ ۲۱آبان ۶۰ او را که در آن زمان از استادان بنام حوزه های علمیه و صاحب رساله بود،  به عنوان نماینده خویش در آذربایجان و امام جمعه شهر تبریز برگزید.
پیش از آن سید محمدعلی قاضی طباطبایی و سید اسدالله مدنی در این سِمت در تبریز به قتل رسیده بودند و اوضاع آذربایجان و تبریز، به خاطر فعالیت‌های حزب جمهوری خلق مسلمان،
آشفته بود.
هم‌زمان با ورود وی به تبریز، حزب جمهوری خلق مسلمان منحل و وابستگان آن دستگیر یا به کشورهای همسایه رفتند، ولی پیامدهای آن در سطح آذربایجان و به ویژه در تبریز، همچنان باقی بود. عده زیادی از روحانیون که معمولاً مقلد و طرفدار ایت ا...سید محمدکاظم شریعتمداری مرجع تقلیدشیعه که نزدآذربایجانی هابسیارمحبوب بود،بودند، به عضویت حزب جمهوری خلق مسلمان درآمده و از سوی حکومت به انزوا کشیده شده بودند و بعضی از آنها به اتهاماتی دستگیر و محاکمه شده، در زندان به سر می‌بردند. علاوه بر این، در همین ایام، موضع گیری‌هایی که از سوی برخی ضد ایت ا...سید ابوالقاسم خویی انجام گرفته بود، تعداد دیگری از روحانیون را نسبت به انقلاب دلسرد کرد و آنان را به انزواء کشانده بود.

بدین ترتیب، اکثر مساجد در تبریز و حومه به علت نبودن امام جماعت به تعطیلی کشیده شده و این موضوع، در میان توده مردم نیز تأثیر گذاشته بود. مسلم ملکوتی پس از حضور در تبریز به دلیل داشتن ارتباط با اغلب روحانیون آذربایجانی و سابقه تدریس و استادی نسبت به بسیاری از آنان، نسبت به جذب و دلجویی از آنها اهتمام ورزید و زمینه بازگشتشان را به عرصه اجتماع فراهم آورد. در این میان سیدمحمد حسین شهریار هم که دوران عزلت و انزوای خود را در شهر تبریز سپری می‌نمود با تلاش مسلم ملکوتی و حمایت گسترده وی در صحنه‌های مختلف اجتماعی حضور یافت.

ملکوتی در مدت حضور و رفت‌وآمدهای تبلیغی ـ مذهبی در شهرهای سرآب و تبریز، اقدام به تأسیس و تجدید بنای مراکز علمی، فرهنگی و مذهبی، مانند مسجد، مدرسه علمیه، صندوق قرض الحسنه، کتابخانه و مصلا کرد.  همچنین مصلای اعظم امام خمینی تبریز از محل موقوفات عظیم و گسترده ای ساخته شده است که او در زمان حضورش در آذربایجان با کمک اشخاص خیّر جمع آوری و وقف نموده است.
در پی درخواست محمد فاضل لنکرانی و علی مشکینی از سید علی خامنه‌ای و پس از کسب نظر موافق وی، مسلم ملکوتی در خرداد ماه سال۱۳۷۴ به شهر قم برگشت. وی پس از ورود به قم، تدریس خارج فقه و اصول را آغاز کرد.

بیش از پنجاه هزار جلد کتاب، با موضوعات گوناگون به زبان‌های فارسی، عربی، ترکی، انگلیسی، فرانسوی، آلمانی، لاتین و... در کتابخانهٔ ملکوتی وجود دارد از این تعداد یک هزار جلد آن نسخه‌های خطی است که در میان آن‌ها نسخه‌های نفیس و گران‌بها نیز دیده می‌شود.

### درگذشت
مسلم ملکوتی که به علت عارضه ریوی در بیمارستان مسیح دانشوری تهران بستری بود، صبح پنج‌شنبه ۴ اردیبهشت ۱۳۹۳ در سن ۹۰ سالگی درگذشت. و در روز شنبه ۶ اردیبهشت ۱۳۹۳ مراسم تشییع پیکر وی در قم برگزار شد و پس از اقامه نماز میّت به امامت جعفر سبحانی ، در حرم فاطمه معصومه ، رواق مطهری مدفون گردید.

## آثار و تألیفات
- المحاکمات (نقد و بررسی آرا و نظرات میرزای نایینی، آقاضیاء عراقی و کمپانی، سال ۱۳۷۱ ق. نجف
- الربافی التشریع الاسلامی
- ماالفرق بین الدّین و العلم و الفلسفه (در ردّ مکتب مارکسیسم هنوز چاپ نشده)
- الامن العام فی الاسلام
- المنافقون فی القرآن و السنة و التاریخ (خطی)
- تفسیر سوره فاتحه (خطی).
- مقتل الامام الحسین (خطی).
- شرح مبسوط بر کفایه الاصول (خطی).
- تقریرات درس آیت‌الله حجت (خطی).
- حاشیه بر عروة الوثقی
- حاشیه بر اسفار ملاّصدرای شیرازی
- حاشیه بر شفای بوعلی
- مناسک حج
- توضیح المسائل
- مسجد، مسجد شد
- یک دوره اصول
- وقف نامه
- کتاب الطهارت
- کتاب الصلاة